# 那須資重
那須 資重（なす すけしげ）は、室町時代の武将。下那須家当主。下野国沢村城、のち烏山城主。
那須氏11代当主・那須資氏の子として誕生。当初は沢村氏を継承したが、応永年間（1394年 - 1427年）に兄で那須氏12代当主・資之に疎まれ攻撃を受け沢村城を退去、稲積城に移った。応永23年（1416年）、上杉禅秀の乱が勃発すると資重は鎌倉公方・足利持氏方に与する。兄・資之は室が上杉禅秀の娘であった関係で禅秀方に与したが、持氏の勝利後はその後ろ盾を得て結果的に那須氏の分裂を恒常的なものにした。応永25年（1418年）、烏山城を築き居城とした。
地元では資之が資重の器量の方が優れていたことに嫉妬したためこれを排斥した、また沢村城を脱出した資重が烏の導きにより烏山の地に城を築いたという伝承がある。